# 血小板減少症

血小板减少症是指血液中血小板數量偏低。症状的可能是出血，包括体内出血，或外部出血，如：皮肤或牙龈出血等。皮肤出血可能產生紫斑或出血点。
血小板减少可能是源自血小板製造不足、破坏增加或过多滞留在脾臟內。白血病、再生不良性貧血、某些化学物质或药物、酒精、病毒感染和遗传疾病都可能造成製造不足。特發性血小板減少性紫癜、某些药物、感染、手术、怀孕、血栓性血小板减少性紫癜和弥漫性血管内凝血可能会增加破坏。脾臟腫大时可能会储存过多的血小板。成人血液中血小板数量正常为每升 150 至 450 x 10 9（每立方毫米 150,000 至 450,000 个），低于這標準就是血小板减少症。
治疗依病因決定。轻症可能不需治疗。严重時，可以使用皮質類固醇、利妥昔單抗或艾曲波帕。当血小板數量小於每公升 20 x 10 9个时，建议血小板輸注。若药物治疗无效，可進行脾臟切除術切除脾臟。这個情況相對常见，加護病房內约半數患者合併血小板低下。